# Microplitis tuberculifer
Microplitis tuberculifer är en stekelart som först beskrevs av Wesmael 1837.  Microplitis tuberculifer ingår i släktet Microplitis och familjen bracksteklar. Arten är reproducerande i Sverige. Inga underarter finns listade i Catalogue of Life.